# Ostatni rozkaz (film 1928)
Ostatni rozkaz (ang. The Last Command) – amerykański film z 1928 w reżyserii Josefa von Sternberga.

## Obsada
- Emil Jannings – wielki książę Siergiej Aleksandrowicz
- Evelyn Brent
- William Powell
- Jack Raymond
- Nicholas Soussanin
- Fritz Feld

## Nagrody i nominacje
| Nazwa nagrody | Wygrane                                                                            | Nominacje                                                     |
| ------------- | ---------------------------------------------------------------------------------- | ------------------------------------------------------------- |
| Oscar         | 1929 Najlepszy aktor pierwszoplanowy Emil Jannings także za: Niepotrzebny człowiek | 1929 Najlepsze oryginalne materiały do scenariusza Lajos Bíró |

## Wyróżnienia
| Rok wpisania | National Film Registry |
| ------------ | --- |
| 2006         | Lista filmów budujących dziedzictwo kulturalne USA utworzona przez National Film Preservation Board i przechowywana w Bibliotece Kongresu Stanów Zjednoczonych |